# Omicrabulus baidoensis
Omicrabulus baidoensis är en stekelart som beskrevs av Giordani Soika 1989. Omicrabulus baidoensis ingår i släktet Omicrabulus och familjen Eumenidae. Inga underarter finns listade i Catalogue of Life.